# افسانه غار ۵ مایلی
افسانهٔ غار ۵ مایلی (به انگلیسی: The Legend of 5 Mile Cave) فیلمی است در ژانر وسترن به کارگردانی برنت کریستی محصول ۲۰۱۹ آمریکا. داستان این فیلم را ویلیام شاکلی و داستین ریکرت نگاشته‌اند و آدام بالدوین، جرمی سومپتر و جیل واگنر در آن به ایفای نقش پرداخته‌اند. فیلم در ۳ آوریل ۲۰۱۹ میلادی در آمریکا منتشر شده‌است. 

## داستان
داستان دربارهٔ زنی شوهرمرده و پسرش است که در مزرعه‌ای که در شرف مصادره از سوی بانک است زندگی می‌کنند. پیرمردی (آدام بالدوین) به مزرعهٔ آنان مراجعه می‌کند و در برابر کار کردن از ایشان جای خواب و غذا می‌گیرد. پیرمرد وقتی می‌بیند پسر زن مشغول خواندن داستانی موسوم به «افسانهٔ غار ۵ مایلی» است، اظهار می‌دارد که قهرمان آن داستان را در زمان غرب وحشی می‌شناخته و شروع به روایت داستان زندگی او، و اتهامی که متوجهش شده می‌نماید.